# Лэдлоу, Анна Робена
Анна Робена Лэдлоу (англ. Anna Robena Laidlaw, в замужестве Томсон; 30 апреля 1819, Уэст-Бреттон, Йоркшир — 29 мая 1901, Лондон) — британская пианистка.
Происходила из почтенного шотландского рода; её бабушка была дружна с Вальтером Скоттом. Начала учиться музыке в школе своей тёти в Эдинбурге. В 1830 году вместе с семьёй переехала в Кёнигсберг. В дальнейшем училась у Анри Герца и Людвига Бергера. С юных лет концертировала по Германии, в дальнейшем выступала также и в России. Через Людвига Рельштаба познакомилась с Робертом Шуманом и привлекла его внимание. Шуман помог пианистке в организации её концерта в лейпцигском Гевандхаусе 2 июля 1837 года. Кроме того, композитор, тяжело переживавший разлуку со своей возлюбленной Кларой Вик, желая, вероятно, возбудить в ней ревность, сообщил в письме к ней о своём намечающемся романе с Лэдлоу. Спустя непродолжительное время Шуман написал фортепианный цикл Фантастические пьесы Op. 12, посвятив его Лэдлоу. Шуман и Лэдлоу переписывались ещё на протяжении двух лет, Лэдлоу исполняла его произведения в различных городах Германии.
Лэдлоу продолжала концертировать до 1855 года, когда вышла замуж и ушла со сцены.
Похоронена в Уокинге после кремации.

### Семья
Отец — Александр Лэдлоу (англ. Alexander Laidlaw), мать — Энн Кедди (англ. Ann Keddy).
Муж — Джордж Томсон (англ. George Thomson);
- 4 дочери.